# Gabriel Fernández Arenas
Gabriel Fernández Arenas, més conegut com a Gabi, és un futbolista professional madrileny ja retirat, que ocupà la posició de migcampista i el seu últim club fou l'Al-Sadd SC Doha. Ha estat internacional amb les seleccions espanyoles inferiors.

## Trajectòria
Format al planter de l'Atlètic de Madrid, a la campanya 03/04 debuta al primer equip, tot jugant sis partits. L'any següent és cedit al Getafe CF, on és titular. Retorna al conjunt matalasser, amb qui jugaria 52 partits durant les dues següents temporades.
L'estiu del 2007 fitxa pel Reial Saragossa, amb qui baixaria a Segona a final de la temporada. A la posterior, però, hi recuperen la categoria, sent el madrileny titular amb 35 partits i set gols.
El 31 d'agost de 2012 fou titular en el partit que decidia la Supercopa d'Europa 2012, contra el Chelsea FC a Mònaco, i que l'Atlético de Madrid guanyà per 4 a 1.
El 2014 fou escollit tercer millor volant defensiu d'Europa, segons un estudi de l'observatori del Centre Internacional d'Estudis de l'Esport.

## Palmarès
Atlético de Madrid
- 2 Lliga Europa de la UEFA: 2011–12 i 2017-18.
- 1 Supercopa d'Europa: 2012.[1]
- 1 Copa del Rei de futbol: 2013.[3]
- 1 Lliga Espanyola: 2013-14.
- 1 Supercopa d'Espanya: 2014.